# ラブ・ポジション ハレー伝説
『ラブ・ポジション ハレー伝説』（ラブ・ポジション ハレーでんせつ）は、手塚治虫原作によるOVA。手塚プロダクションとしての漫画を原作としないオリジナル・アニメ作品は、本作が初作品となる。

## ストーリー
アメリカ・ネバダ州では、刑務所から脱獄した殺人鬼・ザンバによる連続殺人事件が多発していた。その中で、逃走中のザンバを目撃した少年は、父親に「ザンバは宇宙人に身体を乗っ取られた怪物だ」と伝えた。
同じ頃、日本で暮らす青年・毬田須春は、ハレー彗星から落下した隕石を調査するため、筑波博士と共にベトナムに向かおうとしていた。そのことを聞いた父親のロバートは、かつて自分の命を救い生命の大切さを教えてくれた少女ラミーナのことを話し、彼女に思い出のハーモニカを渡して欲しいと頼んだ。
た。
ベトナムに到着した須春は、山奥の廃墟で、少女のままの姿をしたラミーナとテクタイトを見つけた。数十年間の老いを感じさせないラミーナを不審に思いつつも、須春は彼女を日本に招待し、ロバートとの再会を実現させた。
数日後、筑波研究所に呼ばれた須春とラミーナは、筑波博士から「テクタイトは地球の生命の根源に関わる物質だ」と告げられた。テクノタイトの秘密を知る可能性があるとして、筑波博士はラミーナに尋ねるが、彼女はそこで「自分は地球を滅ぼすために創造主に遣わされた存在だ」と告白し、さらに「使命を放棄した自分を抹殺するために、ザンバの身体を乗っ取った遣いが日本に来ている」と告げた。ラミーナと共に研究所を離れた須春は、一路鷲鷹山に向かうが、それを察知したザンバも鷲鷹山へと向かう。

## 登場人物
毬田 須春（まりた すばる）
筑波研究所の研究員。ロバートからラミーナを守って欲しいと頼まれ、彼女を守るためにザンバに立ち向かう。
ラミーナ
地球を滅ぼすために創造主から遣わされた使者。ハレー彗星に乗って地球に来たが、地球の美しさに魅せられ使命を放棄する。ベトナム戦争の際にロバートと出会い、再会を誓い別れていた。
虎馬 由美（とらうま ゆみ）
須春のガールフレンド。父親は筑波研究所のスポンサーである虎馬化学工業の社長。ラミーナを須春の新しいガールフレンドだと思い込み動揺する。
ロバート・毬田（ロバート・まりた）
須春の父親。元アメリカ陸軍中尉で、ベトナム戦争に従軍していた。ラミーナとの出会いにより生命の大切さを学び、軍を除隊し大学で生命の大切さを訴えている。軍を除隊する際、除隊を拒否する司令官に反発し階段から飛び降りたため、下半身不随になっている。
ザンバ
強盗殺人の罪で服役していた囚人。刑務所から脱獄するが、逃走中に身体を創造主の使者に奪われてしまう。身体を乗っ取った使者は出会う人々を殺し回り、ラミーナを抹殺するため日本に向かう。
筑波（つくば）
微生物学者で筑波研究所の所長。ラミーナを守るため、ザンバの弱点を探す。
安居 吾洋（やすい ごよう）
虎馬社長の部下。次期社長になるために由美と結婚しようと企んでおり、ボーイフレンドである須春の命を狙う。

## キャスト
- 毬田須春 - 井上和彦
- 虎馬由美 - 佐久間レイ
- ロバート・毬田 - 大林隆介
- ロバート・毬田（青年時代） - 島田敏
- 筑波博士 - 千葉耕市
- 虎馬社長 - 村松康雄
- 安居吾洋 - 銀河万丈
- 看護婦（須春の母） - 小宮和枝
- ザンバ - 郷里大輔
- 司令官 - 西村知道
- 少年 - 坂本千夏
- 少年の父 - 喜多川拓郎
- 男 - 山本隆二
- 警官 - 高宮俊介
- 隊員 - 菊池正美
- 線路作業員 - 巻島直樹
- ウエイトレス - 入江雅子
- ラミーナ - 長山洋子

## スタッフ
- 企画 - エム・エイ・ビー、手塚プロダクション
- プロデューサー - 町田順一、松谷孝征
- 原作 - 手塚治虫
- 監督 - 井内秀治
- 脚本 - 辻真先
- オリジナル・キャラクターデザイン - 松下浩美、上杉恵美子、神志那弘志、近永健一
- サブキャラクターデザイン - 小林勝利、金子勲、土屋幹夫、丸山政次、杉浦悦子
- メカニック・デザイン - 青井邦夫
- 絵コンテ・演出 - 西村緋禄司、井内秀治
- 演出補佐 - 山崎正久、岡田宇啓、殿勝秀樹、大町繁
- 作画監督 - 高橋信也
- 作画監督補佐 - 金子勲、小林勝利、丸山政次
- 音響監督 - 藤野貞義
- 撮影監督 - 菅谷信行
- 美術監督 - 石津節子
- 美術設定 - 阿部行夫
- 色指定 - 西村龍徳
- 編集 - 掛須秀一
- 特殊効果 - 山本公
- 音楽 - 若草恵
- アニメーション制作 - サンシャイン・コーポレーション・オブ・ジャパン
- 製作 - パック・イン・ビデオ、手塚プロダクション

## 主題歌
主題歌「素顔のままで」
作詞 - 佐藤順英 / 作曲 - 花岡優平 / 編曲 - 若草恵 / 歌 - 長山洋子
挿入歌「Forever My Love」
作詞 - 島エリナ / 作曲 - 千代正行 / 編曲 - 矢野立美 / 歌 - 長山洋子

## 小説版
- 文: 比留間さつき 講談社X文庫 ISBN 4061900455